# 1126년

## 연호
- 북송(北宋) 정강(靖康) 원년
- 금(金) 천회(天會) 4년
- 일본(日本) 덴지(天治) 3년 / 다이지(大治) 원년
- 서하(西夏) 원덕(元德) 8년
- 리 왕조(李朝) 티엔푸주에부(天符睿武) 7년

## 기년
- 북송(北宋) 흠종(欽宗) 원년
- 금(金) 태종(太宗) 4년
- 고려(高麗) 인종(仁宗) 4년
- 서하(西夏) 숭종(崇宗) 41년
- 리 왕조(李朝) 인종(仁宗) 55년

## 사건
- 2월 - 이자겸의 난
- 11월 - 정강의 변

## 탄생
고려 공화후 왕영

## 사망
- 고려의 명장 척준신
- 고려의 문신 척순
- 고려의 문신 최탁
- 고려의 문신 오탁